# Gnomophalium
Gnomophalium je monotipski biljni rod iz porodice krstašica, smješten u tribus Gnaphalieae i podtribus Antennariinae. Jedina vrsta je G. pulvinatum, jednogodišnja zeljasta biljka iz sušnih i polusušnih krajeva  iz južne (Indija) i jugozapadne Azije, Tibeta, Mjanmara, Assama, Sudana i Egipta. 

## Sinonimi
- Homognaphalium Kirp.
- Evax indica Buch.-Ham. ex Wall.
- Filago prostrata DC.
- Gnaphalium crispatulum Delile
- Gnaphalium depressum Roxb.
- Gnaphalium prostratum Roxb.
- Gnaphalium pulverulentum Bové ex DC.
- Gnaphalium pulvinatum Delile
- Homognaphalium crispatulum (Delile) Kirp.
- Homognaphalium pulvinatum (Delile) Fayed & Zareh